# Schloss Sucha

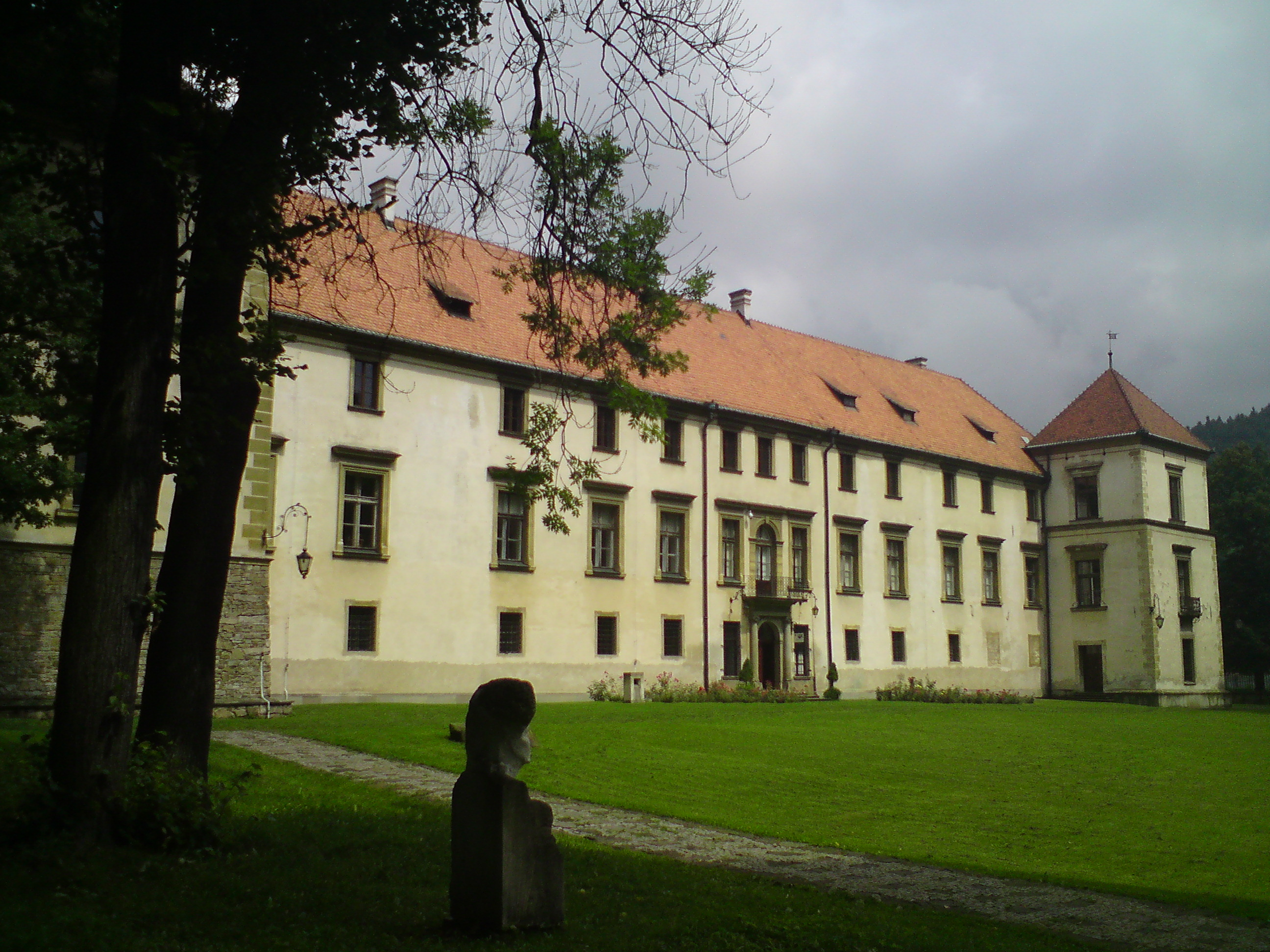
Ansicht vom Schlosspark

Das Schloss Sucha (polnisch Zamek Suski) befindet sich in Sucha Beskidzka im Powiat Suski in der polnischen Woiwodschaft Kleinpolen. Das Schloss liegt in den Makower Beskiden am Zusammenfluss der Stryszawka und der Skawa in der Altstadt von Sucha Beskidzka.

## Geschichte

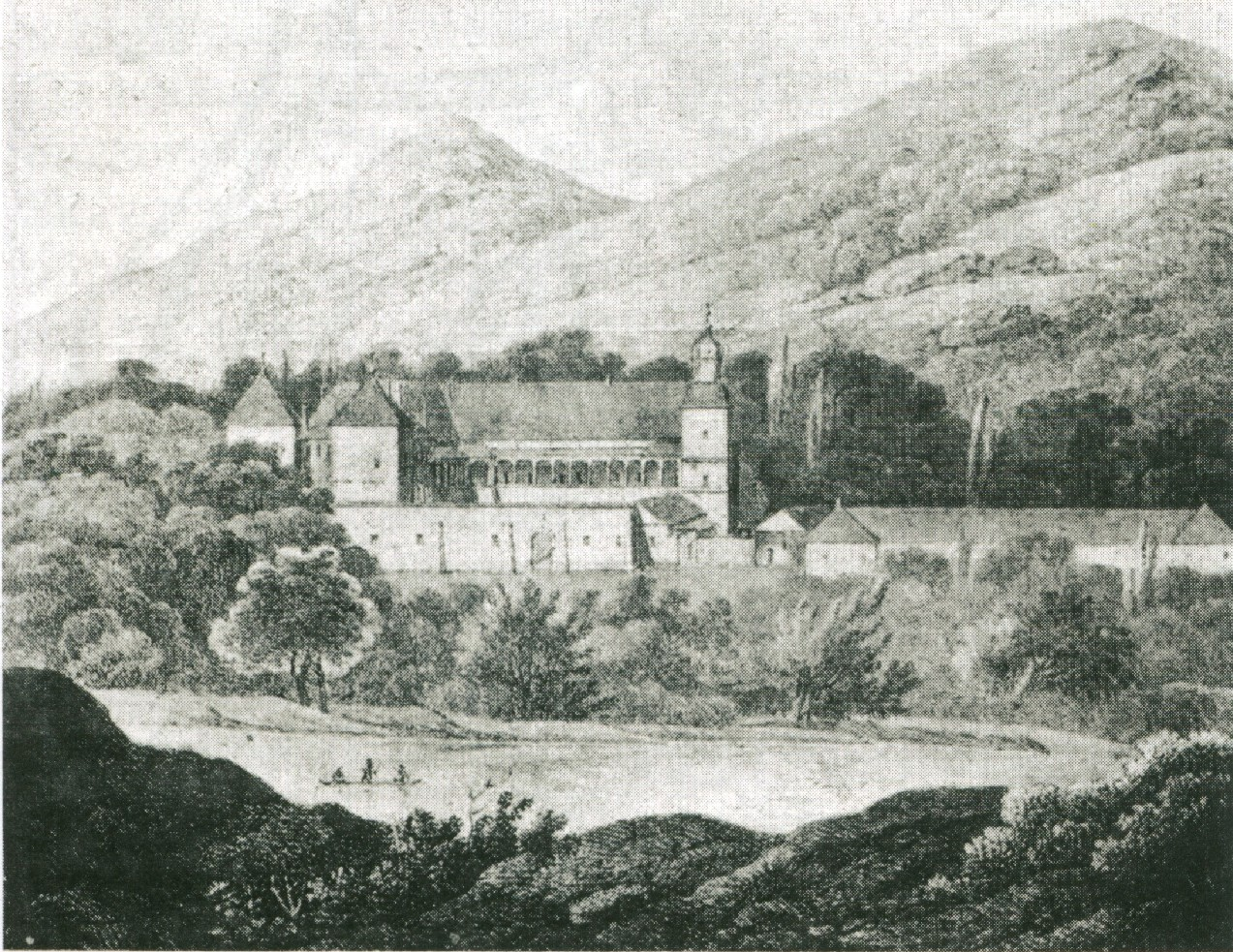
Schloss Anfang des 18. Jahrhunderts, von Louis Letronne nach J. F. Bruder

Die erste Burg in Sucha Beskidzka – bis 1965 nur Sucha genannt – befand sich wahrscheinlich an der gleichen Stelle wie das spätere Schloss. Nachdem sie niedergebrannt worden war, verkauften die damaligen Eigentümer von Sucha die Anlage 1554 Kasper Suski (italienisch Gaspare Castiglione), einem Goldschmied aus Florenz, dem am Krakauer Königshof der Aufstieg in den Adelsstand gelungen war. Er ließ bis 1580 in Sucha von dem Architekten Gregorius Kaczorowski ein Renaissance-Schloss nach dem Vorbild des Krakauer Wawels errichten. Das Schloss kam später an die Komorowski und wurde nach der Dreiteilung des Landes Saybusch 1608 Sitz des Landes Sucha. Piotr Komorowski ließ das Schloss von dem flämischen Architekten Paulus Baudaert umbauen. 1665 kam es als Mitgift an Jan Wielopolski. Es gehörte bis Mitte des 19. Jahrhunderts den Wielkopolski, die es 1846/1851 an die Branicki verkauften. Diese ließen einige Innenräume durch Tadeusz Stryjeński im Jugendstil umgestalten 1914 kam das Schloss durch Erbfolge an die Tarnowski, die es bis 1939 bewirtschafteten, ehe der letzte Eigentümer Juliusz Tarnowski nach dem deutschen Überfall auf Polen nach Frankreich floh. Während des Krieges befand sich ein Lazarett im Schloss. Im Zuge der sowjetischen Besetzung Polens 1944 wurden die Tarnowski enteignet und das Schloss verstaatlicht. Bis 1975 war darin ein Gymnasium untergebracht. Danach wurde es als Filiale des Museums auf dem Krakauer Wawel genutzt. Seit 1991 wird ein Teil des Schlosses als Kulturinstitut und ein weiterer als Hotel und Restaurant Kasper Suski – benannt nach dem Erbauer – genutzt.